# Niggeler & Küpfer
La Niggeler & Küpfer Textile S.p.A. (NK) è un gruppo societario, operante nel settore tessile, fondato nel 1876 da Giovanni Niggeler e Gualtiero Schmid presso Palazzolo sull'Oglio, in provincia di Brescia.
Nel 1888 Emilio Küpfer sostituiva Gualtiero Schmid e si affiancava a Giovanni Niggeler alla guida della società, in seguito assunta da Alberto Archetti.
La sede della società è a Capriolo, e controlla due filiali in Tunisia: Manufacture de Ksar Said (MKS) e TEINTURERIE FINISSAGE MEDITERRANEENS (TFM) i cui impianti si occupano rispettivamente di tessitura, finissaggio e tintoria di tessuti.